# Xã High Point, Quận Decatur, Iowa
Xã High Point (tiếng Anh: High Point Township) là một xã thuộc quận Decatur, tiểu bang Iowa, Hoa Kỳ. Năm 2010, dân số của xã này là 150 người.